# フィリッパ・ラングリー
フィリッパ・ジェーン・ラングリー MBE（英: Philippa Jayne Langley MBE、1962年 - ）はイギリスの著作家で、2012年に行ったリチャード3世の発掘と再埋葬への貢献で広く知られている。

## 幼少期
ラングリーはケニア植民地で生まれ、2歳の時に両親とイングランド・ダーリントンに移住した。その後はハマーズノット・スクールに通い、広告・マーケティング業を経た後、エディンバラに定住することになった。

## リチャード3世協会
ラングリーはリチャード3世協会 (Richard III Society) スコットランド支部長を務めている。ラングリーは、執筆中の脚本に関する歴史取材のためレスターを訪れていたところ、初めて訪れた社会福祉事務所の駐車場北端で感じた気持ちこそが、その後の発見に繋がったと回想している。リチャード3世協会では、他のメンバーが1975年から3箇所の駐車場を候補地として提示していたが、脚注が漏れており典拠は記載されていなかった。その時の感情について、「初めてあの駐車場に立った時、最も奇妙な感情が心に押し寄せた。『リチャードの墓の上に立っているんだ』と感じた」と回想している。彼女はその後資金集め・組織作り・駐車場の発掘調査に取り掛かり、リチャード3世の遺体を発見することに成功した。その後は、自身の書いた作品 "Looking For Richard Project" を基にしたドキュメンタリー作品 "Richard III: The King in the Car Park"（直訳「リチャード3世：駐車場から見つかった王」）の制作にも寄与した。
彼女はマイケル・K・ジョーンズ (Michael K. Jones) と共に、書籍 "The King's Grave: The Search for Richard III"（直訳「王の墓：リチャード3世の捜索」）を執筆している。2013年にはリチャード3世の人生に迫る映画作品の脚本を執筆しており、王の名前からファーストネームが付けられたイギリスの俳優リチャード・アーミティッジに王の役を演じてほしいと考えていた。
2017年7月、彼女はウィリアム・シェイクスピアの戯曲『リチャード三世』をレスター大聖堂で上演するという計画に対し、2015年3月にレスター大聖堂首席司祭が述べた、王は大聖堂へ「あらゆる尊厳と名誉をもって」("with all dignity and honour") 埋葬されるという約束に反しているとして大反対した。結局この作品は同年7月19日・20日に大聖堂で上演され、チケットは完売となった。
ラングリーの歴史的な発見を元に、スティーヴン・フリアーズ、スティーヴ・クーガン、ジェフ・ポープが脚本を執筆する映画『ロスト・キング 500年越しの運命（原題: The Lost King）』が制作された。この作品の中で、クーガンがラングリーの夫役を演じるのに加え、本人役はサリー・ホーキンスが演じる。

## その他の業績など
2013年、彼女はリチャード3世協会 (en) よりロバート・ハンブリン賞 (Robert Hamblin Award) を授与された。同年3月2日には、同協会の名誉生涯会員 (Honorary Life Membership) となっている。
2014年、ラングリーはリチャード3世捜索プロジェクトにかけた長年の苦労をまとめ、"Finding Richard III: The Official Account of Research by the Retrieval & Reburial Project" という形で出版したが、共同執筆者には同プロジェクトのメンバーでもあったジョン・アッシュダウン＝ヒルらが名を連ねている。
2015年3月、彼女はヘンリー1世の遺体探しのプロジェクトに着手した（王は自身が創設したレディング修道院に埋葬されたと言われているが、修道院が破壊され埋葬場所は不明になっている）。同年には、「リチャード3世の発掘ならびに同定に関する業績」("services to the exhumation and identification of Richard III") に対し、大英帝国勲章 (MBE) が授与された。

## 発展資料
- Ashdown-Hill, John; David Johnson; Wendy Johnson; Philippa Langley (2014). Carson, Annette. ed. Finding Richard III: The Official Account of Research by the Retrieval & Reburial Project. Horstead: Imprimis Imprimatur. ISBN 978-0-9576840-2-7